# Bataille de Perpignan
Pour les articles homonymes, voir Bataille de Perpignan.
Guerres de la Révolution française
Batailles
La bataille de Perpignan parfois appelée bataille de de Nyls s’est déroulée le 29 messidor de l'an I (17 juillet 1793), dans les Pyrénées-Orientales, entre les troupes françaises dirigée par Louis Charles de Flers et les troupes espagnoles commandées par Antonio Ricardos, lors de la guerre du Roussillon pendant les guerres de la Révolution française de la Première Coalition. 

## Préambule
Après avoir battu les Français à la bataille de Céret le 1er floréal an I (20 avril 1793) et à la bataille du Mas Deu le 30 floréal de l'an I (19 mai 1793) et avoir pris le fort de Bellegarde 7 messidor an I (25 juin 1793) le général Ricardos se tourne vers le nord et tenta de capturer le chef-lieu de Roussillon.

## Ordre de bataille

### Forces françaises
- 19e régiment de chasseurs à cheval[2]
- 7e régiment d'infanterie de ligne
- 20e régiment d'infanterie de ligne
- 35e régiment d'infanterie de ligne
- 36e régiment d'infanterie de ligne
- 53e régiment d'infanterie de ligne
- 57e régiment d'infanterie de ligne
- 59e régiment d'infanterie de ligne
- 70e régiment d'infanterie de ligne
- 72e régiment d'infanterie de ligne
- 79e régiment d'infanterie de ligne

## La bataille
Une fois le fort de Bellegarde pris, le général Ricardos tourne son attention sur l'armée du général de Flers qui tenait Perpignan. 
Le 29 messidor de l'an I (17 juillet 1793)17 juillet 1793, le commandant espagnol divise ses 16 000 fantassins, 6 000 cavaliers et 39 canons en cinq colonnes avec l'intention d'encercler complètement la ville, :
- La première colonne, sur la droite, devait avancer jusqu'à Cabestany, au sud-est de Perpignan.
- La deuxième colonne, sous les ordres du marquis de las Amarillas (ca), qui devait attaquer Orles[Note 1], en avançant par Nyls et Canohès.
- La troisième colonne devait avancer vers Pézilla, sur la Têt à l'ouest de Perpignan, à partir de Trouillas et de Thuir.
- La quatrième colonne devait traverser la Têt à Millas, puis devait ensuite avancer vers l'est jusqu'à Saint-Estève, juste à l'ouest de la ville
- La cinquième colonne, sous les ordres du général L'Union, devait également traverser le Têt à Millas, puis avancer vers le nord-est pour s'emparer du pont sur l'Agly à Rivesaltes et bloquer la route côtière à Salses-le-Château.

Au début de la campagne, la plupart des défenseurs de Perpignan étaient de nouvelles recrues inexpérimentées, mais depuis lors, le commandant de l'armée des Pyrénées orientales, le général Charles de Flers, s’est concentré sur l'entraînement de ses hommes et sur la construction de fortifications autour de la ville. Au moment où les Espagnols attaquèrent, de Flers s'était assuré que la plupart de ses hommes seraient en mesure de se battre derrière les fortifications. Bien qu'il n'ait pas beaucoup de canons, ceux qui étaient disponibles étaient occupés par des artilleurs expérimentés des nombreuses fortifications côtières de la région.
Au début, les choses se passèrent bien, car les Espagnols repoussèrent les avant-postes français. 

La troisième colonne s'empara de quelques hauteurs à l'ouest de la ville et installa de l'artillerie, mais la deuxième colonne, qui devait les soutenir, n'arriva pas.
 
Le général de Flers attendait l'occasion de se retourner contre l'une des colonnes espagnoles isolées, et il mena alors une attaque sur la troisième colonne, qui fut repoussée dans un certain désordre. 
 
La cinquième colonne du général L'Union, qui n'avait pas beaucoup progressé, fit demi-tour et rétablit temporairement la situation, mais Flers mena une contre-attaque et les colonnes espagnoles se brisèrent et s'enfuirent.

## Bilan
Les Français perdirent 800 tués et blessés sur 12 000 hommes. Malgré la victoire, deux bataillons de la Garde nationale ont été dissous pour avoir tenté de se rendre et 600 autres soldats ont déserté. 
Dans les combats près de Nyls, les Espagnols perdent 31 tués, 131 blessés et trois prisonniers. On estime qu'un total de 1 000 soldats espagnols ont été tués au cours de la bataille, mais ils s'emparèrent d'un canon.